# Дом-музей Гусейна Джавида
Дом-музей Гусейна Джавида — музей азербайджанского поэта и драматурга Гусейна Джавида.

## История
Музей основан в 1981 году в Баку в доме, где жил Гусейн Джавид. 
21 июля 1981 Центральный комитет Коммунистической партии Азербайджанской ССР принял решение, отпраздновать 100 лет со дня рождения Гусейна Джавида. В соответствии с этим кабинет министров Азербайджанской ССР издал указ о создании музея, подчинённого Академии наук Азербайджана.

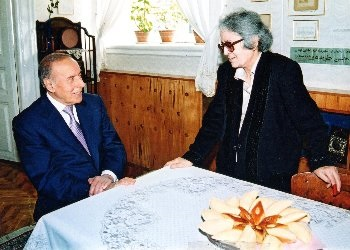
120-летний юбилей Гусейн Джавида. Гейдар Алиев и Туран Джавид, 24.10.2002

В день 120-летнего юбилея Гусейна Джавида, 24 октября 2002 года экспозиция музея была открыта для публики.
Музей ранее входил в состав Научного отдела Национальной академии наук Азербайджана. В июле 2022 года музей передан в подчинение министерства культуры Азербайджана.

## Описание
Дом-музей состоит из 4 комнат и фойе общей площадью 245 м². Одна из комнат носит название «Трагедия Джавида». 
В музее хранится 4250 экспонатов, в том числе предметы одежды Гусейна Джавида, издания его произведений, афиши спектаклей, иллюстрации к «Последнему лету» (худ. А. Гаджиев), и к драме «Иблис» (худ. А. Алиев), сюжетный ковёр (худ. А. Керимова). В фойе музея находится изображение звезды, носящей имя поэта. 
Разделы музея включают «Научные массовые исследования», «Научные фонды», «Научное и художественное оформление», «Научная экспозиция», «Научная информация и библиотека». 
Музей занимается сбором наследия Гусейна Джавида, исследованием и пропагандой наследия поэта.